# Lenguas balcorromances

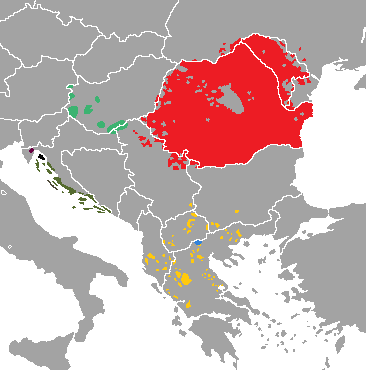
- Lenguas balcorromances
- Lenguas balcorrumanas:
Istrorrumano
Meglenorrumano
Arrumano
- Dalmático †:
Vegliota †
Ragusano †
- Panonio
Panonio †

Las lenguas romances balcánicas o balcorromances son un conjunto de lenguas romances o “neolatinas” habladas en la península de los Balcanes, principalmente en Rumania y Moldavia. La mayoría son derivadas del dacorrumano y, por ende, de los antiguos colonos romanos —o romanizados— establecidos en la Dacia en tiempos de Trajano. Incluye principalmente las lenguas balcorrumanas y el dálmata dos lenguas que comparten un buen número de isoglosas y características gramaticales similares. Algunos autores incluyen a la lengua romance extinta de Panonia. Estas lenguas se diferencian de otras lenguas romances por tener una influencia léxica de las lenguas paleobalcánicas y las lenguas eslavas, esto es sobre todo notable en las balcorrumanas que remplazaron una parte importante del vocabulario latino, en cambio en el dálmata la influencia fue minoritaria. El grupo balcorromance tradicionalmente se ha llamado "lenguas romances orientales", sin embargo según las isoglosas más amplias asociadas a la Línea Massa-Senigallia, las lenguas romances orientales también incluyen a las lenguas italorromances, que podrían ser las más cercanas a las lenguas balcorromances.
En la costa oriental del mar Adriático existieron históricamente regiones donde se hablaron lenguas no balcorromances como el véneto, el istriano e incluso el italiano estándar, principalmente en Istria y alrededores.

## Lista de lenguas balcorromances
Las lenguas balcorromances son:
- Romance panónico (Panonia, lengua muerta)
- Dalmático (Dalmacia, lengua muerta)
  - Vegliota
  - Ragusano
- Lenguas balcorrumanas
  - Rumano (Rumania, Moldavia, Ucrania, Serbia, Bulgaria, Hungría)
  - Istrorrumano (Croacia)
  - Arrumano (Grecia, Bulgaria, Macedonia del Norte, Albania, Serbia, Rumanía)
  - Meglenorrumano (Grecia, Macedonia del Norte)

En los Balcanes existe también una lengua que algunos académicos consideran que tiene una fuerte influencia neolatina: el albanés. La influencia pudo ser recíproca ya que muchas de las palabras prerromanas del moderno rumano de hecho también parecen relacionadas con el proto-albanés.

## Características lingüísticas
Las lenguas balcorrumanas y el dálmata comparten isoglosas y formas gramaticales únicas dentro las lenguas romances, lo que permite probar que este grupo es filogenético. Ethnologue, sin pruebas en su favor, cree que el dálmata esta emparentado con las lenguas italorromances y el istriano proponiendo un grupo denominado italo-dálmata, sin embargo dicho grupo no es filogenético, porque el dálmata por sus isoglosas esta más cerca del balcorrumano y el istriano esta estrechamente emparentado con las lenguas galoitálicas, especialmente con el véneto.
Cuando el dálmata y el balcorrumano se separaron, el balcorrumano se convertiría en un grupo aislado y fuertemente influenciado por las lenguas no romances de su alrededor, mientras que el dálmata convergeria hacia el italorromance y el véneto.

### Evolución lingüística
El dálmata y las lenguas balcorrumanas comparten las siguientes evoluciones lingüísticas.
- Desarrollo de los grupos latinos -kt, -gn y -ks como -pt, -mn, y -ps, una característica única de este grupo.

| Latín     | Español | Italiano  | Dálmata  | Rumano  | Arrumano |
| --------- | ------- | --------- | -------- | ------- | -------- |
| pugnus    | puño    | pugno     | poimn    | pumn    | pumnu    |
| insegnare | enseñar | insegnare | insemnur | însemna | nsimnari |
| signalis  | señal   | segnale   | siamnal  | semnal  | samnal   |
| cognatus  | cuñado  | cognato   | comnut   | cumnat  | cumnatu  |
| lignum    | leña    | legno     | lamn     | lemn    | lemnu    |
| coxa      | cuja    | coscia    | copsa    | coapsă  | coapsã   |
| octo      | ocho    | otto      | uapto    | opt     | optu     |
| pectus    | pecho   | petto     | pipto    | piept   | chieptu  |
| lactem    | leche   | lette     | lapto    | lapte   | lapti    |
- Retención de los grupos latinos -bs, -mn, -ps, -pt, una característica única de este grupo.

| Latín    | Español | Italiano | Dálmata | Rumano | Arrumano |
| -------- | ------- | -------- | ------- | ------ | -------- |
| absentis | ausente | assente  | absent  | absent | absenti  |
| somnus   | sueño   | sonno    | samno   | somn   | somnu    |
| capsa    | caja    | cassa    | cuopsa  | capsă  | capsã    |
| septem   | siete   | sette    | sapto   | șapte  | shapti   |
- Reducción del diptongo -qua y palatalización de los grupos -qui y -que. Una característica única.

| Latín      | Español   | Dálmata  | Italiano   | Rumano | Arrumano  |
| ---------- | --------- | -------- | ---------- | ------ | --------- |
| quando     | cuando    | cand     | quando     | când   | cãndu     |
| quattuor   | cuatro    | catro    | quattro    | patru  | patru     |
| quadrus    | cuadro    | cadrial  | quadro     | cadru  | cadru     |
| quem       | quien     | čin      | chi        | cine   | tsini     |
| atque-iste | este      | čost     | questo     | acest  | aeshtu    |
| conquirere | conquerir | cončarar | conquidere | cuceri | cunceriri |
| quietare   | quedar    | četur    | chetare    | înceta | nshitari  |
- Retención del grupo -cl intervócalico, un rasgo compartido con las lenguas italianas centromeridionales.

| Latín    | Español | Italiano  | Dálmata | Rumano   | Arrumano  |
| -------- | ------- | --------- | ------- | -------- | --------- |
| genuclum |         | ginocchio | denaclo | genunchi | denuclju  |
| peduclus | piojo   | pidocchio | peduclo | păduche  | piduclju  |
| veclus   | viejo   | vecchio   | vieclo  | vechi    | veclju    |
| pariclus | parejo  | parecchio | paraclo | pereche  | păreaclji |
| oclus    | ojo     | occhio    | uaclo   | ochi     | oclju     |
| oricla   | oreja   | orecchio  | oracla  | ureche   | ureaclji  |
Además el balcorrumano comparte con el dálmata la falta de palatalización en algunas conjugaciones verbales y el arrumano carece de palatalización en algunas palabras latinas. También todas las restantes lenguas balcorrumanas conservan el grupo -cl como el dálmata sin pasar a -ki o -ke, en contraposición con el rumano (dacorrumano). El dálmata junto con el balcorrumano son también las únicas lenguas romances que no presentan el fonema /ɲ/, en español ñ.

### Léxico
En el léxico se diferencian en que los préstamos lingüísticos provenientes de otras lenguas son de las lenguas paleobalcánicas y las lenguas eslavas en su mayoría. La influencia fue muy fuerte en el balcorrumano que remplazó o añadió sinónimos a varias palabras latinas por eslavas, pre-balcánicas y húngaras. Ejemplos en el rumano son: a citi, a spus, prieten, branzâ, a gândi, copii, lanț, mereu, nevastă, tatǎ, etc. El dálmata también recibió algunos préstamos de estas lenguas, pero no sustituyeron la gran parte de las palabras latinas. Ejemplos en dálmata: cratoire, trochi, cautri, cua, toic, tuota, mua, blair, bragon, barzan, ninasta, etc.
En el léxico latino también hay diferencias en el significado de las palabras y hay algunas palabras latinas que son únicas de estas lenguas, pero no existentes en otras lenguas romances. Un ejemplo de palabras con significado diferente en rumano son țara, biserică, mare, foarte, vorbi, que significan país o región, iglesia, grande, muy, hablar, pero no como uno esperaría que signifique en las demás lenguas romances tierra, basílica, mayor, fuerte, verbo. La misma situación se puede observar en el dálmata para las palabras tiara, basalca, maur con el mismo significado que el rumano. Además hay ciertas palabras latinas que solo se conservan en el dálmata y el rumano pero no en las otras lenguas romances, como amu, bătrân, alb e înțelege del rumano, jamo, vetruon, jualb, inteliguar del dálmata, en español ahora, anciano, blanco y entender.

## Numerales
Los numerales en las diferentes lenguas balcorromances son:
| GLOSA | Lenguas balcorrumanas | Lenguas balcorrumanas   | Lenguas balcorrumanas   | Lenguas balcorrumanas | Dálmata                    |
| GLOSA | Arrumano              | Megleno- rumano         | Istro- rumano           | Rumano                | Dálmata                    |
| ----- | --------------------- | ----------------------- | ----------------------- | --------------------- | -------------------------- |
| '1'   | un / una un / una     | un / unə un / ună       | un~uɾ / unæ un~ur / unę | un / una un / una     | jojn / /jojna join / joina |
| '2'   | doi / dawɨ doi / dao  | doi                     | doi / do doi / do       | doi / dowə doi / două | doi / doa doi / doa        |
| '3'   | tɾei trei             | tɾei trei               | tɾei trei               | tɾei trei             | tɾa tra                    |
| '4'   | patɾu patru           | patɾu patru             | pɑtɾu påtru             | patɾu patru           | katɾo catro                |
| '5'   | ʦinʦi tsintsi         | ʦinʦi ţinţi             | ʦinʦ ţinţ               | ʧinʧi cinci           | ʧenk čenc                  |
| '6'   | ʃasi shase            | ʃasi şasi               | sɑsi såse               | ʃase şase             | si                         |
| '7'   | ʃapti shapte          | ʃapti şapti             | sɑpti såpte             | ʃapte şapte           | sapto                      |
| '8'   | optu                  | optu ~ wopt optu ~ uopt | (osən) osân             | ɔpt opt               | wapto uapto                |
| '9'   | nawɨ nao              | noawə noauă             | (devet) devet           | nowə nouă             | nu                         |
| '10'  | ʣaʦi dzatse           | zeatsi zeaţi            | zæʦe zęţe               | zeʧe zece             | dik dic                    |
Los numerales para '1' y '2' distinguen entre formas de masuculino y femenino, en la mayoría de variedades. Los términos para '8' y '9' en istrorrumano son préstamos eslavos.

## Número de hablantes
Las lenguas balcorromances son habladas aproximadamente por:
- 28.500.000 rumanos y moldavos
- 250.000 arrumanos
- 40.000 valacos
- 5.000 meglenorrumanos
- 1.000 istrorrumanos